# Cantó de Nanterre-Sud-Est
El cantó de Nanterre-Sud-Est és un antic cantó francès del departament dels Alts del Sena, que estava situat al districte de Nanterre. Comptava amb part del municipi de Nanterre.
Al 2015 va desaparèixer i el seu territori es va repartir entre el cantó de Nanterre-1 i el cantó de Nanterre-2.

## Municipis
- Nanterre (part)

## Història
| Data d'elecció                           | Identitat      | Partit | Qualitat |
| ---------------------------------------- | -------------- | ------ | -------- |
| 1985-1998                                | Anicet Le Pors | PCF    |          |
| 1998-                                    | Nadine Garcia  | PCF    |          |
| les dades anteriors no són pas conegudes |                |        |          |
|                                          |                |        |          |

## Demografia
| A partir de 1990: Població sense dobles comptes |